# Tildo Muxart
Tildo Muxart   (Barcelona, 5 de juny de 1995) és un cantautor barceloní. Entre les seves influències es troben Bob Dylan, Amy Winehouse, Van Morrison, The Beatles, Oasis, Pink Floyd, The Heavy, The Cat Empire i Mumford and Sons. Amb vuit anys va començar a tocar la guitarra però ho va deixar fins als tretze anys quan, inspirat per Dylan, els Beatles i Cash, va tornar a agafar l'instrument. Després de penjar alguna cançó a Youtube, temes pròpis i versions dels seus referents, una productora li va finançar el seu primer disc. El 2016 va actuar en el plató de La Marató de TV3 interpretant el seu primer single Forced Love. El 2017, va estrenar That's The Girl i va participar en el disc de La Marató amb la cançó "Pas a pas", adaptació de "Catch & Release" de Matt Simons. El 2020 va estrenar la seva primera cançó en català “Lola”, inspirada en Brown Eyed Girl de Van Morrison.